# Том Окер
Том Окер (на нидерландски: Tom Okker) е нидерландски тенисист. 

## Биография
Том Окер е роден на 22 февруари 1944 г. в Амстердам, Нидерландия. Баща му е евреин, Том също се идентифицира като евреин. Баща му е бил затворен от нацистите по време на Втората световна война, но успява да се укрие, приемайки документите и самоличността на друг мъж.
Том Окер и съпругата му Анна-Мари имат три деца.

## Кариера
Том Окер е класиран сред десетте най-добри тенисисти на сингъл в света за седем последователни години – от 1968 до 1974, връх на кариерата му е като световен номер 3 през 1974 г. Той е световен номер 1 на двойки през 1979 г.
Между 1964 г. и 1981 г. Окер представлява Нидерландия за Купа Дейвис, играе в 13 мача и постига рекорд от 15-20 победи и загуби.
Той е сред първите играчи от своята ера, които удрят топката с тежък топспин.